# Schaefferia obovata
Schaefferia obovata är en benvedsväxtart som beskrevs av Ignatz Urban. Schaefferia obovata ingår i släktet Schaefferia och familjen Celastraceae. Inga underarter finns listade.